# كلاكسويك
كلاكسويك (بالفاروية: ، بالدنماركية: Klaksvig)، هي ثاني أكبر مدينة في منطقة جزر فارو ذات الحكم الذاتي التابعة للدنمارك. وتقع في جزيرة بورذوي [الإنجليزية] الواقعة شمال جزر الأرخبيل.

## توأمة
كلاكسويك لديها علاقات توأمة مع:
- مورمانسك، روسيا.
- ويك، اسكتلندا
- سيسيميوت، غرينلاند
- كوبافوغور، أيسلندا
- تروندهايم، النرويج
- نوركوبنغ، السويد
- تامبيري، فنلندا
- غرينا [الإنجليزية]، الدنمارك
- أودنسه، الدنمارك

## أعلام
- ألتي دانيلسين